# Le Visage de l'ennemi
Le Visage de l'ennemi (titre original : In the Presence of the Enemy) est un roman policier d'Elizabeth George paru en 1996 puis publié aux Presses de la Cité la même année.

## Principaux personnages
- Enquêteurs et alliés
  - Thomas (« Tommy ») Lynley : inspecteur à Scotland Yard.
  - Barbara Havers : sergent à Scotland Yard.

## Résumé
Eve Bowen, sous-secrétaire d'État au ministère de l'Intérieur, veut réussir en politique et rêve de devenir une deuxième Margaret Thatcher. Elle a su utiliser son statut de mère célibataire pour séduire les électeurs émus par son courage.
L'enlèvement de sa fille l'oblige à renouer avec le père de cette dernière, Dennis Luxford, rédacteur en chef d'un tabloïd, avec qui elle a eu une liaison passagère lors d'un congrès politique. En effet le ravisseur a une exigence : que Luxford reconnaisse en public sa paternité, jusque-là restée secrète. Eve déteste Luxford au point de le soupçonner d'avoir joué un rôle dans le rapt, même si Lynley et Havers, les deux policiers chargés de l'enquête, ne partagent pas cet avis.

## Autour du roman
Après la résolution de l'énigme au mois de juin, alors que la canicule s'abat sur l'Angleterre, Barbara Havers bénéficiera de quelques jours d'arrêt maladie, qu'elle mettra à profit pour résoudre une affaire ténébreuse (Le Meurtre de la falaise).
En septembre de la même année, elle contribuera à résoudre une troisième affaire criminelle (Une patience d'ange).